# 주디스 오디

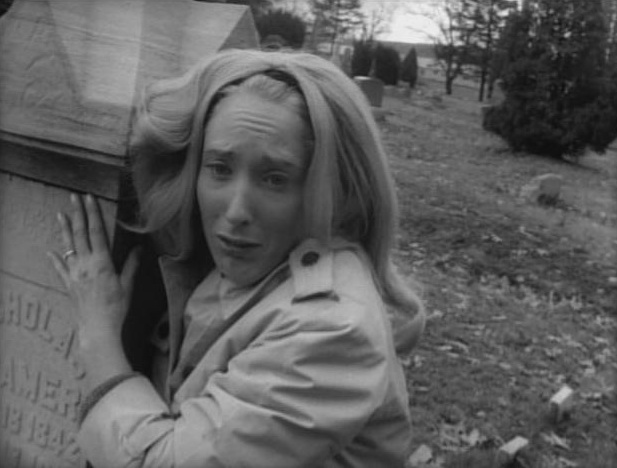

주디스 오디(Judith O'Dea, 1945년 4월 20일 ~ )는 미국의 배우, 영화배우이다.
피츠버그에서 태어났다.

## 영화
- 좀비 워크: 살아있는 고기들의 행진 (2013년)
- 옥토버 문 (2005년)
- 살아있는 시체들의 밤 - 30주년 기념작 (1998년) - 바브라 역
- 살아있는 시체들의 밤 (1968년) - 바브라 역